# Oluja
 Ovo je glavno značenje pojma Oluja. Za druga značenja pogledajte Oluja (razdvojba).
Oluja, općenito, je olujno nevrijeme ili nevrijeme s olujnim vjetrom. Prema Beaufortovoj ljestvici, olujni vjetar je jakosti 8 bofora, koji kida manje grane s drveća i priječi hodanje. Na moru je vjetar praćen umjereno visokim valovima, u kojih se rubovi kresta lome i vrtlože, a pjena se otkida u dobro izraženim pramenovima uzduž smjera vjetra. Vjetar doseže brzinu od 17 do 21 m/s (od 60 do 75 km/h). Razlikuju se grmljavinska oluja, u kojoj se pojavljuje grmljavina, često praćena pljuskovima, tučonosna oluja, za koje se uz olujni vjetar pojavljuje i tuča, snježna oluja, za koje uz olujni vjetar pada snijeg, prašinska, odnosno pješčana oluja, za koje vjetar olujne jačine nosi velike količine prašine, odnosno pijeska. Superćelije su općenito najrjeđe grmljavinske oluje i mogu biti najjače. Često su izolirane od drugih grmljavinskih oluja i mogu dominirati lokalnim vremenom do 32 kilometra udaljenosti. Obično traju 2-4 sata.
Oluja je poremećaj u atmosferi, koji izaziva značajne promjene u polju vjetra, tlaka i temperature u prostornim razmjerima koji sežu od veličine tornada (promjer od 1 kilometar) do izvantropskih ciklona (promjera od 3 000 do 5 000 kilometara). Vjetrovi brži od 32,7 m/s ili 12 bofora nazivaju se orkani. 

## Orkan
Orkan (niz. orkaan < španj. huracán, riječ preuzeta iz haićanskog indijanskog jezika) je jak vjetar brzine veće od 33 m/s, koji uzrokuje velika razaranja i pustošenja. Na Beaufortovoj ljestvici jakosti vjetra označen je s 12 bofora (najveći broj na ljestvici). Taj se naziv u nas se primjenjuje i u nazivu orkanski vjetar (10 i 11 bofora), koji je manje snage i koji čupa drveće i razara manje objekte, no u području jadranske obale, gdje puše jaka bura, građevine su konstruktivno prilagođeni takvim vjetrovnim uvjetima i u pravilu ne dolazi do njihova oštećenja ili rušenja.

## Nevera
Nevera označava nevrijeme, odnosno vrijeme vrlo loše za boravak na moru. Nevera može značiti iznenadnu oluju na moru (oluja s bljeskavicom i grmljavinom ili nevrijeme s grmljavinom i kišom), kratkotrajnu vremensku nepogodu uzrokovanu velikim vrućinama. Pojam nevera označuje orkansku snagu vjetra koja može u svom naletu potopiti brodove, čupati stabla, razvaliti krovove kuća.
Za plovila su opasni i iznenadni neverini (manje i kraće nevere) koji kratkotrajno mogu dići neugodno visoke valove. Neverini mogu biti i udari vjetra s kišom.

## Vanjske poveznice
|  | Zajednički poslužitelj ima stranicu o temi Oluja    |
|  | Zajednički poslužitelj ima još gradiva o temi Oluje |